# Јерменска кухиња
Јерменска кухиња је једна од најимпресивнијих ствари које се нуде посетиоцима да истражују у Јерменији. Кухиња одражава историју и географију, места где су живели Јермени, као и укључивање спољашњих утицаја. Кухиња такође одражава традиционалне усеве и животиње узгајане и гајене у областима насељеним Јерменима.

## Опис кухиње
Јерменска храна има оригиналан и зачињен укус. Бибер, тимијан, естрагон, мајчина душица, кумин, нана, разно поврће и бели лук се користе као зачини. Процењено је да за припремање хране јерменски кулинарски стручњаци користе око 300 врста дивљих трава и цвећа које се користе као зачини, па чак и као главна јела. Разлог за то може бити повољна клима и разноврсност флоре која снабдева оријенталне кухиње, нарочито Јерменије, са разним мирисним биљкама.
Јерменско кулинарство широко користи говедину и овчетину, свињетина се ретко користи. Особено јерменско јело пуњено млевеним месом, пиринчем и слатким травама – Толма, спрема се од свежег лишћа винове лозе у пролеће, а од јабука, дуња, патлиџана, паприка и парадајза у јесен.
Поред поврћа и меса, у исхрани Јермена, гриз и брашно заузимају значајно место. Брашно се користи за аришту – оригинална резанца, пшенични гриз за паленту са пилетином – арис, пиринач је добар за различите врсте популарног пилава.
Од старих времена Јерменија је позната по рибљим специјалитетима, што је условљено географијом јерменских планина. Река и језера Јерменије богате су рибом, као што су севан пастрмка, белица, кармракај (леминг), итд. Многи краљеви и јерменске велможе су правили рибњаке у којима су гајили посебно вредне врсте рибе, поточну пастрмку, рецимо. Риба је кувана, пржена у уљу, на ражњу, на угљу, посута зачинима.
Хлеб заузима посебно место у исхрани. Лаваш је неопходан украс празника. То је танак и пљоснат прут хлеба без квасца, око метар дуг. Чак и сада, лаваш се пече у тонирима, древним глиненим пећима цилиндричног облика укопаним у земљу. Тонир се греје или прућем или погачама од ђубрива. Брзо се загрева и тесто се на њему лако пече. Уз хлеб, сир мора да буде на сваком столу Јерменије. Од памтивека, праве се разне врсте сирева од крављег, овчијег и козјег млека. Неке врсте сирева се праве и чувају у посудама укопаним у земљу или у мешинама. У неке врсте сирева се додају разне слатке траве и семена, дајући им посебан укус и мирис.
Долина планине Арарат обилује сочним и мирисним воћем, као што су: кајсије, брескве, нар, корналин трешње, крушке, шљиве, грожђе, смокве, дуње… Суво воће, кандирано воће, компоти, сокови и џемови су од тог воћа.
За јерменску кухињу, као и друге народне кухиње Закавказја, својствено је да се бира не само укусан, већ и изузетно здрав производ, што је у комбинацији са чистим планинским ваздухом прославило Кавказ као земљу дуговечних људи.

## Слана јела

### Хариса
Хариса је једно од најомиљенијих јела јерменске кухиње. Израђен је од крупног пшеничног брашна и пилећег меса, овчетине или говедине. Кува се у води и меша се док се не претвори у кашу. У стара времена Хариса је било свечана и празнично јело које се обично се служило ујутру пошто је кувано целу ноћ. Постоји легенда везана за Харису, која каже да је, пошто је пуштен из јаме манастира Кор Вирап, Григора Лусавориха (Свети Ђорђе) стигао у Вагхаршапат и 60 дана месним паганима проповедао о хришћанству. Да би дао храну сиромашнима, наредио је да донесу много уља и оваца, после чега су овце заклане и куване са крупнозрним брашном у великим глиненим посудама. Тада Григорије Лусаворих нареди тешко наоружаним људима да мешају месо у глиненим посудама, и од тога добија име – хариса потиче од речи „харик са“, што преведено на српски значи, „мешај ово“.

### Хоровац роштиљ
Јермени много воле месо и роштиљ је једна од најраспрострањенијих храна међу њима. Иако ће многи људи рећи да роштиљ није Јерменски јело, постоји једна неспорна ствар – „хоровац роштиљ“ има јерменско порекло и то је можда најукуснији од свих врста роштиља. Јермени обично праве роштиљ од свињетине или пилетине. Било да је венчање или рођендан, роштиљ се увек очекује. Јермени радо једу роштиљ рукама, тако да, ако роштиљ једете виљушком и ножем, очекујте изненађене погледе.

### Бастурма
Састоји се од сушене говедине, танко исечене и умотане у танком слоју на зељу и са кумином. На нашим просторима позната је под именом пастрма.

### Каш
Каш је супа од крављих папака у коју се додаје бели лук, зелениш и со. Сматра се да је Каш храна за сиромашне, а такође да има и церемонијално значење. Име потиче од јерменске речи „кашел“ (опећи се). Каш се обично једе веома рано ујутру, служи се пре доручка или дође као замена за доручак. Служи се уз бели лук, со и роткву а једе се уз лаваш и разни зелениш.

#### Две ствари треба напоменути за каш
1. Каш је јело да се једе са вотком (не ракијом).
2. Каш не трпи здравице, јер се једе само када је топло, а здравице ће узети много времена.

### Толма
Ово јело Јермени описују као савршено, преукусно и дивно. Ово јерменско јело се сматра једним од бисера јерменске традиционалне кухиње. Обично је од лишћа винове лозе или купуса. Међу осталим обавезним састојцима су млевена говедина, лук, пиринач и разни зачини. Пошто су сви састојци помешани, пуне се у листове од грожђа или купуса. Реч „толма“ потиче од урартске (прејерменске) речи „толи“, што значи „винова лоза“.

### Пасут толма
Пасут толма је још једно јерменско јело, које се састоји од седам различитих житарица – леблебије, пасуља, сочива, пшенице, грашка, пиринча и кукуруза. Све кувано. Јело се зове „толма пасут“, јер хришћанску Нову годину карактерише краткодневница, која се завршава на Васкрс („пасут толма“ значи „кратки“, толма дан). Треба рећи да седам зрна симболизује божански број „7“, који је повезан са божанским савршенством и јединством.

## Слатка јела
Као слаткиш, у јерменском кулинарству су посебно на цени сушене брескве пуњене са шећером и мрвљеним орасима. Медена баклава, коју локални житељи зову паклава, од шеснаест слојева топи се у устима.

### Самир
Самир је јело које се спрема за Васкрс. Прављено је од издробљене пшенице и павлаке и служи се са циметом и густим сирупом направљеним од дудиња или грожђа.

### Кјалагош
Кјалагош је још једно васкршње јело, које се састоји од лаваша, сочива и млека у праху.

## Пића
- Јерменска вина
- Јермук - минерална вода